# Murská republika

Mapa Zámuří, území republiky vyznačeno růžově

Murská republika nebo Republika Prekmurje (maďarsky Vendvidéki Köztársaság, slovinsky Murska republika) byl separatistický státní útvar, existující devět dní v roce 1919 v okolí města Murska Sobota. Měl rozlohu asi 940 km² a žilo v něm okolo 100 000 obyvatel.

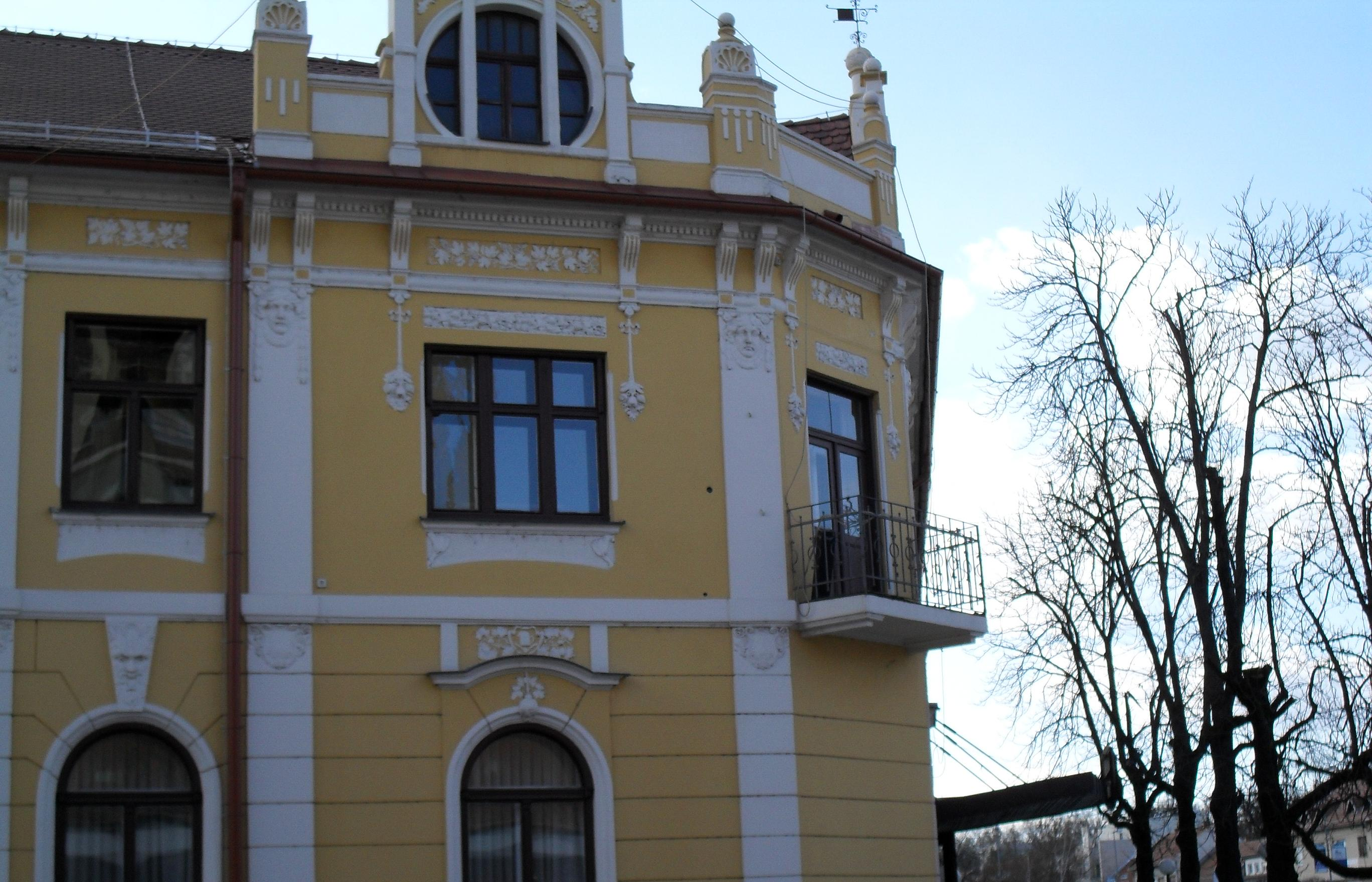
Balkón, z něhož byla republika vyhlášena

Do roku 1918 oddělovala Předlitavsko a Zalitavsko řeka Mura, takže nejvýchodnější část dnešního Slovinska, tzv. Zámuří, byla součástí uherského státu, i když v ní Slovinci tvořili zhruba dvě třetiny obyvatel (Vendvidék = Slovanské pohraničí). Po rozpadu Rakouska-Uherska vznesli místní obyvatelé požadavek na připojení ke Království Srbů, Chorvatů a Slovinců. 29. května 1919 využil učitel Vilmoš Tkalec vnitřní nestability Maďarska a vyhlásil v Murské Sobotě nezávislou Murskou republiku, která však kontrolovala jen střední část historického Zámuří. Její existenci ukončila 6. června Maďarská rudá armáda. Po porážce Maďarské republiky rad obsadila oblast jugoslávská vojska, 17. srpen se od té doby slaví jako Spojení Slovinců ze Zámuří s matičním národem. Oblast měla strategický význam, měl tudy vést Český koridor spojující dvě bratrské slovanské země. Spor ukončila Trianonská smlouva, která přiřkla většinu Vendvidéku Království SHS, Maďarům zůstala jen jeho nejsevernější část okolo města Szentgotthárd.

Vlajka Murské republiky